# Precious Dede
Pour les articles homonymes, voir Dede.
Precious Uzoaru Dede, née le 18 janvier 1980 à Aba, est une joueuse de football nigériane évoluant au poste de gardienne de but. Elle a joué en particulier pour les clubs de Delta Queens Football Club et du Arna-Bjørnar en Norvège. Elle compte 99 apparitions en équipe nationale, avec laquelle elle remporte deux fois la Coupe d'Afrique des nations féminine, en 2010 et en 2014.

## Carrière

### Carrière internationale
Elle participe à plusieurs tournois internationaux avec l'équipe nationale, en particulier les coupes du monde 2003, 2007, 2011 et 2015, ainsi que les Jeux olympiques de 2000, 2004 et 2008. Elle joue également les championnats d'Afrique en 2008, 2010, 2012 et 2014 (deux victoires : 2010 et 2014).

### Retraite
Initialement prévue après le championnat d'Afrique 2014, sa retraite intervient finalement après la coupe du monde 2015, à laquelle elle participe, et est annoncée officiellement en mars 2016. Elle est alors la joueuse la plus capée de l'équipe du Nigeria avec 99 sélections.

## Palmarès
- Vainqueur de la Coupe d'Afrique des nations en 2010 et 2014 avec l'équipe du Nigeria